# Modbrand
En modbrand er en strategisk anlagt brand som påsættes med vilje af specialuddannede skovbrandfolk for at mindske omfanget af eller ændre retningen for udbredelsen af en større skovbrand.
| Beredskabet | Spire Denne artikel om beredskabet er en spire som bør udbygges. Du er velkommen til at hjælpe Wikipedia ved at udvide den. |